# Eoscarta marginiceps
Eoscarta marginiceps is een halfvleugelig insect uit de familie schuimcicaden (Cercopidae). De wetenschappelijke naam van deze soort is voor het eerst geldig gepubliceerd in 1914 door Melichar.